# Окереке, Бобби
Роберт Нанна Окереке (англ. Robert Nnanna Okereke; 29 июля 1996, Сан-Матео, Калифорния) — профессиональный футболист, выступающий на позиции лайнбекера в клубе НФЛ «Нью-Йорк Джайентс». На студенческом уровне играл за команду Стэнфордского университета. На драфте НФЛ 2019 года был выбран в третьем раунде.

## Биография
Родился 29 июля 1996 года в Сан-Матео в семье Кингсли и Сандры Окереке. Родственником ему приходится Амоби Окуго, футболист, выступавший за ряд клубов МЛС. Окереке учился в старшей школе Футхилл, четыре сезона выступал за её команду на позиции внешнего лайнбекера. После выпуска специализированные сайты Rivals.com и 247Sports включили его в десятку сильнейших игроков страны этого амплуа. В 2014 году он поступил в Стэнфордский университет.

### Любительская карьера
Сезон 2014 года Окереке провёл в статусе освобождённого игрока. Играть за команду «Стэнфорда» он начал в 2015 году, появлялся на поле в одиннадцати играх. С третьего года обучения стал игроком стартового состава. В последний сезон студенческой карьеры, в 2018 году, Окереке был выбран одним из капитанов команды, входил в число претендентов на награды Баткаса и Беднарика, вручаемые лучшему лайнбекеру и игроку защиты соответственно.

#### Статистика выступлений в NCAA
| Сезон | Команда           | Игры | Захваты | Захваты | Захваты | Захваты | Захваты | Перехваты | Перехваты | Перехваты | Перехваты | Перехваты | Фамблы | Фамблы | Фамблы | Фамблы |
| Сезон | Команда           | Игры | Solo    | Ast     | Tot     | Loss    | Sk      | Int       | Yds       | Y/R       | TD        | PD        | FR     | Yds    | TD     | FF     |
| ----- | ----------------- | ---- | ------- | ------- | ------- | ------- | ------- | --------- | --------- | --------- | --------- | --------- | ------ | ------ | ------ | ------ |
| 2015  | Стэнфорд Кардинал | 11   | 2       | 5       | 7       | 0,0     | 0,0     | 0         | 0         | 0,0       | 0         | 1         | 0      | 0      | 0      | 0      |
| 2016  | Стэнфорд Кардинал | 13   | 12      | 29      | 41      | 4,0     | 3,0     | 0         | 0         | 0,0       | 0         | 1         | 0      | 0      | 0      | 0      |
| 2017  | Стэнфорд Кардинал | 14   | 48      | 48      | 96      | 7,5     | 4,0     | 1         | 52        | 52,0      | 1         | 2         | 0      | 0      | 0      | 1      |
| 2018  | Стэнфорд Кардинал | 13   | 52      | 44      | 96      | 7,5     | 3,5     | 0         | 0         | 0,0       | 0         | 5         | 1      | 0      | 0      | 2      |
| Всего | Всего             | 51   | 114     | 126     | 240     | 19,0    | 10,5    | 1         | 52        | 52,0      | 1         | 9         | 1      | 0      | 0      | 3      |

### Профессиональная карьера
Аналитик сайта НФЛ Лэнс Зирлейн перед драфтом 2019 года прогнозировал Окереке выбор в четвёртом или пятом раунде. Сильными сторонами игрока он называл высокий уровень игры против выноса, атлетизм, скорость и чтение игры, большой опыт игры в специальных командах. К минусам относились недостаток габаритов для позиции внутреннего лайнбекера, медленную смену направления движения, большое количество незавершённых захватов, происходящих из-за невысокой техники.
На драфте Окереке был выбран клубом «Индианаполис Колтс» в третьем раунде под общим 89 номером. В июне он подписал с командой контракт. В сезоне 2019 года он принял участие в шестнадцати матчах, восемь из которых начал в стартовом составе. Тренеры задействовали его на месте лайнбекера сильной стороны в схеме 4—3. По оценкам сайта Pro Football Focus он стал самым эффективным на своей позиции среди новичков лиги и вошёл в число десяти лучших лайнбекеров лиги, сыгравших не менее 450 снэпов. В последующие три сезона Окереке стал одним из основных игроков защиты «Колтс». Сумаарно за четыре года он сыграл за клуб в 64 матчах, пропустив из-за травм лишь две игры. Лучшим для него стал регулярный чемпионат 2022 года, перед стартом которого команда сменила схему игры. Сделанный им 151 захват стал лучшим результатом в составе.
В марте 2023 года Окереке в статусе свободного агента подписал четырёхлетний контракт на сумму 40 млн долларов с «Нью-Йорк Джайентс».

#### Статистика выступлений в НФЛ

##### Регулярный чемпионат
| Сезон | Команда            | Игры | Захваты | Захваты | Захваты | Захваты | Захваты | Перехваты | Перехваты | Перехваты | Перехваты | Перехваты | Фамблы | Фамблы | Фамблы | Фамблы |
| Сезон | Команда            | Игры | Solo    | Ast     | Tot     | Loss    | Sk      | Int       | Yds       | Y/R       | TD        | PD        | FR     | Yds    | TD     | FF     |
| ----- | ------------------ | ---- | ------- | ------- | ------- | ------- | ------- | --------- | --------- | --------- | --------- | --------- | ------ | ------ | ------ | ------ |
| 2019  | Индианаполис Колтс | 16   | 48      | 17      | 65      | 2       | 1,0     | 0         | 0         | 0,0       | 0         | 2         | 1      | 0      | 0      | 2      |
| 2020  | Индианаполис Колтс | 14   | 57      | 15      | 72      | 4       | 0,0     | 1         | 7         | 7,0       | 0         | 6         | 2      | 11     | 0      | 0      |
| 2021  | Индианаполис Колтс | 17   | 89      | 43      | 132     | 3       | 1,0     | 2         | 20        | 10,0      | 0         | 4         | 0      | 0      | 0      | 0      |
| 2022  | Индианаполис Колтс | 17   | 99      | 52      | 151     | 6       | 0,0     | 0         | 0         | 0,0       | 0         | 5         | 2      | 0      | 0      | 2      |
| Всего | Всего              | 64   | 293     | 127     | 420     | 15      | 2,0     | 3         | 27        | 9,0       | 0         | 17        | 5      | 11     | 0      | 4      |

##### Плей-офф
| Сезон | Команда            | Игры | Захваты | Захваты | Захваты | Захваты | Захваты | Перехваты | Перехваты | Перехваты | Перехваты | Перехваты | Фамблы | Фамблы | Фамблы | Фамблы |
| Сезон | Команда            | Игры | Solo    | Ast     | Tot     | Loss    | Sk      | Int       | Yds       | Y/R       | TD        | PD        | FR     | Yds    | TD     | FF     |
| ----- | ------------------ | ---- | ------- | ------- | ------- | ------- | ------- | --------- | --------- | --------- | --------- | --------- | ------ | ------ | ------ | ------ |
| 2020  | Индианаполис Колтс | 1    | 3       | 1       | 4       | 0       | 0,0     | 0         | 0         | 0,0       | 0         | 0         | 0      | 0      | 0      | 0      |
| Всего | Всего              | 1    | 3       | 1       | 4       | 0       | 0,0     | 0         | 0         | 0,0       | 0         | 0         | 0      | 0      | 0      | 0      |